# Tityus serrulatus
Tityus serrulatus, conocido comúnmente como escorpión amarillo, es una especie de escorpiones perteneciente a la familia Buthidae. Es un escorpión típico del sureste y medio oeste de Brasil; es el escorpión más peligroso de Sudamérica esta especie es la principal causante de accidentes graves, con registro de muertes, especialmente en niños.
Tiene las extremidades y la cola de color amarillo claro y oscuro el resto del tronco. El nombre de la especie se debe a la presencia de un dentado en la 3ª y 4ª anillos de la cola. Mide 7 cm. Su reproducción es partenogenética, en el que cada padre tiene unos dos partos con una media de 20 crías por año, llegando a 160 durante toda su vida. Debido a los hábitos domésticos y picadura peligrosa es responsable de la mayoría de los incidentes de escorpión que ocurren en Brasil en las áreas urbanas, y debido también a la gran expansión de su distribución en los últimos 25 años.

## Reproducción
Los escorpiones son animales vivíparos. El período de gestación es variado pero generalmente dura tres meses para el género Tityus. Durante el parto, la hembra levanta el cuerpo y hace una "canasta" con las patas delanteras, inclinándose más tarde. Los cachorros recién nacidos suben por la espalda de la madre a través de la "cesta" y permanecen allí durante unos días, es entonces cuando realizan la primera muda de piel. Después de unos días, abandonan el dorso de la madre y tienen una vida independiente. El período entre el nacimiento y la dispersión de las crías es muy variable. Para Tityus serrulatus es de aproximadamente 14 días. Los escorpiones mudan de piel periódicamente, en un proceso llamado ecdisis; la piel vieja es la exuvia. Sufren un número limitado de mudas hasta la madurez sexual, momento en el que dejan de crecer. 
La especie T. serrulatus se reproduce por partenogénesis. Por lo tanto, sólo hay hembras adultas y todo individuo puede dar a luz sin apareamiento. Este fenómeno facilita su dispersión; debido a la adaptación a cualquier entorno, una vez transportados de un lugar a otro (introducción pasiva), se instala y prolifera rápidamente.
Además, la introducción de T. serrulatus en un ambiente puede resultar en la pérdida de otras especies de escorpiones debido a la competencia, ya que esta especie presenta una alta capacidad de adaptación y reproducción asexual, lo que le permite establecerse rápidamente y dominar el ecosistema.

## Distribución
Distribución geográfica: antes restringido a Minas Gerais, debido a su buena adaptación a los entornos urbanos y su rápida proliferación, tiene hoy su principal distribución en Bahia, Ceará, Mato Grosso Sur, Minas Gerais, Espíritu Santo, Río de Janeiro, San Paulo, Paraná, Pernambuco, Sergipe, Piauí, Río Grande del Norte, Goiás, Distrito Federal y, más recientemente, se informó de algunos registros para Santa Catarina.

## Veneno
El veneno de todos los escorpiones es una mezcla de toxinas peptídicas y sales que tiene efecto neurotóxico, es decir, actúa sobre el sistema nervioso. La picadura es muy dolorosa, provoca dolor severo en la zona afectada y se dispersa por todo el cuerpo, causando a la víctima a un estado de hiperestesia, haciendo que el paciente se vuelva extremadamente sensible al menor contacto en todo el cuerpo. La acción neurotrópica de veneno actúa sobre el bulbo raquídeo, importante región del encéfalo que controla los movimientos respiratorios y cardíacos, además de la peristalsis, pero su acción es específica sobre la región del bulbo que controla la respiración, lo que lleva a que la víctima muera por paro respiratorio. La principal toxina presente en el veneno de T. serrulatus se conoce como Tityustoxina. 
En la actualidad, existen diferentes desarrollos derivados del otro tipo de veneno, como el Veneno del Escorpión Azul (Rhopalurus junceus), una especie endémica de Cuba, que han sido objeto de investigación por su potencial terapéutico en diversas patologías. Uno de los avances más relevantes es Escozul Colombia, una formulación que destaca por aprovechar las propiedades de este veneno, el cual ha sido estudiado por su capacidad para inhibir el crecimiento y desarrollo de tumores, además de sus efectos analgésicos y antiinflamatorios.